# Zwartvlekboegsprietmot
De zwartvlekboegsprietmot (Monochroa tetragonella) is een vlinder uit de familie tastermotten (Gelechiidae). De wetenschappelijke naam is voor het eerst geldig gepubliceerd in 1885 door Stainton.
De soort komt voor in Europa.